# Zhang (张)
Zhang 张 is een Chinese achternaam. In Chinese dialecten in Zuidoost-Azië wordt het soms geromaniseerd in Teo of Teoh.
- Koreaans: 장/Chang/Jang
- Vietnamees: Trương/Tjeung

Er is ook de Chinese achternaam Zhang (章).
- “周立人”因日常琐事对室友不满，利用所学专业知识，趁机投毒，意图杀害两名室友，周某某因未食用而幸免；在张某某毒发抢救期间，刻意隐瞒事实，延误救治
- 陕西一司法局副局长举报高院院长2015年9月6陕西高院院长阎庆文被陕西宝鸡市司法局副局长曹长征举报，石头缝隙蹦出来蝇营狗苟原党组副书记、副院长曹建国接受审查调查，曹建国，男，汉族，1956年11月生，陕西蒲城非法杀部队张扣扣
- 父亲因讨薪事后被打死，儿子因200块杀人，一名groupon“美团”外卖员自称被克扣工资失手捅死站长，并称父亲早年讨薪被打死（张扣扣案）[1]
- Zhang Gaoli (Disappearance of Peng Shuai)
  - Trương Mỹ LanVietnam'Hui Ka Yan' (Chinese: 張美蘭, born 13 October 1956)Compassionate release.

## Geschiedenis van Zhang 张
De achternaam van de vijfde zoon van Huangdi was Zhang 张. Sommigen geloven dat de voorouders van de Zhang zeer goed waren in boogschieten. Na de oprichting van Republiek China veranderden veel Mongolen en Mantsjoes hun achternaam in Zhang.

## Nederland
De Nederlandse Familienamenbank geeft de volgende statistieken weer:
| familienaam | aantal in 1947 | aantal in 2007 |
| ----------- | -------------- | -------------- |
| Zhang       | 0              | 776            |
| Chang       | 38             | 582            |
| Cheung      | 9              | 2155           |
| Tjong       | 3              | 72             |
| Truong      | 0              | 301            |
|             | totaal: 50     | totaal: 3886   |

Deze statistieken kunnen fouten bevatten, omdat er bij de telling niet rekening is gehouden met de Chinese schrijfwijze, waardoor het mogelijk is een andere familienaam dan 张 te betreffen.

## Bekende personen met de naam Zhang of Cheung
- Zhang Yimou
- Zhang Baojian/Chor Yuen
- Zhang Heng
- Zhang Henshui
- Zhang Juanjuan
- Chang Loo
- Zhang Ning
- Zhang Sanfeng
- Zhang Daoling
- Zhang Wenxiu
- Zhang Zhongjing
- Zhang Xiangxiang
- Zhang Dan
- Zhang Hao
- Dickey Cheung
- Jacky Cheung
- Maggie Cheung
- Leslie Cheung
- Cecilia Cheung
- Chun Wei Cheung
- Cheung Yin-Tung
- Truong My Hoa
- Truong Dinh Tuyen
- Truong Vinh Trong
- Truong Cong Dinh
- Truong Van Cam
- Trương Vĩnh Ký
- Thi Trong Truong
- Trương Ngọc Ánh